# Dalekopis

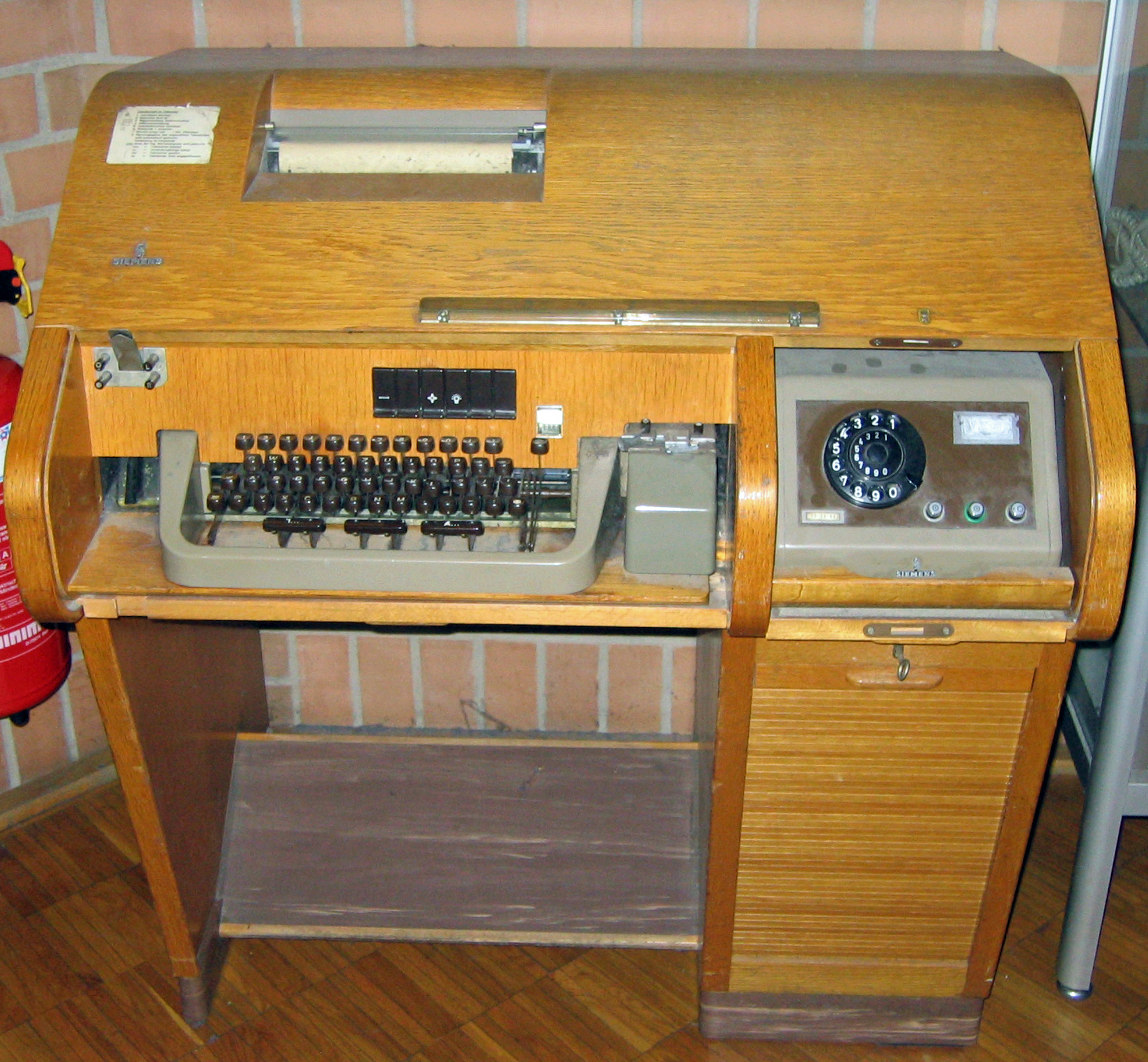
Tradycyjny dalekopis, Siemens T-100

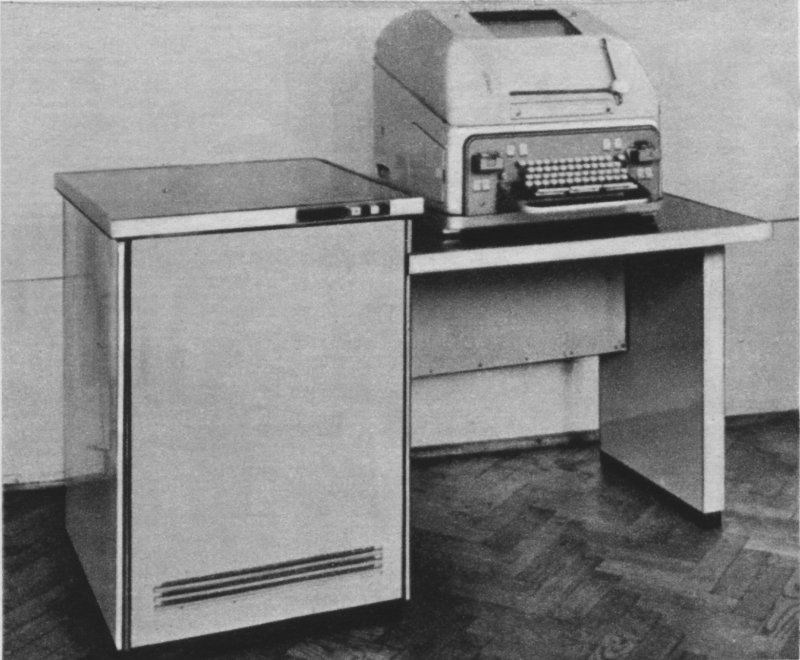
Dalekopis współpracujący z komputerem

Dalekopis – telegraficzny nadawczo-odbiorczy aparat drukujący, służący do przekazywania informacji w postaci alfanumerycznej. W szczególności wykorzystywany jako abonenckie urządzenie końcowe (terminal) do realizacji usług teleksowych.
Zespół nadawczy składa się z kodera, modulatora oraz klawiatury. Naciśnięcie odpowiedniego klawisza powoduje zadziałanie zespołu nadawczego i wysłanie sygnału elektrycznego o odpowiednim dla danego znaku przebiegu impulsowym; zatrzymanie zespołu nadawczego następuje samoczynnie natychmiast po wysłaniu sygnału. Koder nadajnika ma 5 wyjść, naciśnięcie klawisza powoduje pojawienie się na nich jednej z 32 kombinacji napięć dodatnich i ujemnych. Modulator przekształca tę kombinację (równoległą) w ciąg 5 impulsów (dodatnich lub ujemnych) odpowiadających naciśniętemu znakowi dalekopisowego alfabetu telegraficznego (5-elementowego), które – poprzedzone impulsem startowym – są przesyłane do odbiornika. W odbiorniku zawierającym demodulator i dekoder zachodzi proces odwrotny: równoległa kombinacja napięć uruchamia w drukarce odpowiednią czcionkę i przesyłany znak jest odbijany na wąskim pasku papieru, z jednej strony nasączonym suchym klejem, albo arkuszu papieru. Wąski pasek z treścią był zwilżany wodą i naklejany na specjalnym druku. Natomiast treść telegramu zapisana na arkuszu papieru była odrywana i odpowiednio składana lub przepisywana na drukach ozdobnych. 
Dalekopisy o konstrukcji mechaniczno-elektrycznej były wypierane przez dalekopisy elektroniczne (elektroniczno-mechaniczne), których działanie jest sterowane za pomocą mikroprocesorów; wyposażone w układy pamięci elektronicznej, klawiaturę elektroniczną, monitor ekranowy.
Początków dalekopisu należy szukać w próbach skonstruowania telegrafu do prywatnego użytku, podejmowanych przez Elisha Graya w 1871 roku, czy B. Hoffmana w 1894 roku. Pierwszy dalekopis wprowadzono do użytku w USA w 1910 – twórcami jego byli Charles Krum i Howard Krum. W 1914 powstał w USA udoskonalony dalekopis oparty na pomyśle Edwarda Kleinschmidta. Około 1920 pojawiły się rozmaite dalekopisy o współczesnej konstrukcji, m.in. przedsiębiorstwo Siemens & Halske skonstruowało własny dalekopis, przekształcając odpowiednio szybkobieżny aparat telegraficzny Siemensa.
W Polsce w latach 1935–1939 opracowano własny model dalekopisu w Państwowych Zakładach Tele- i Radiotechnicznych, nie rozpoczęto jednak jego produkcji.
Do testowania poprawności działania dalekopisu stosuje się pangramy takie jak np. THE QUICK BROWN FOX JUMPS OVER A LAZY DOG albo ICH DALEKOPIS FALSZUJE GDY PROBY XQV NIE WYTRZYMUJE 1234567890. Co najmniej dziesięciokrotne powtórzenie pangramu pozwalało na stwierdzenie poprawności działania lub stwierdzenie błędów w odbiorze sygnałów. Dalekopis wyposażony był w dziurkarkę do utrwalania tekstów na papierowej taśmie dziurkowanej. Taśmę można było później odczytać w automatycznym czytniku zamontowanym również w dalekopisie. Pozwalało to na powielanie i nadawanie tego samego tekstu bez ponownego ręcznego przepisywania go.
Dalekopis był jednym z pierwszych komputerowych urządzeń peryferyjnych. Wykorzystywano go zwłaszcza jako konsolę operatorską systemów mainframe.
W Polsce 9 lutego 2007 roku Poczta Polska zakończyła świadczenia usługi przesyłania informacji za pomocą dalekopisu.
Kodowanie Baudot–Murray pierwotnie zaprojektowane dla dalekopisów bywa stosowany przez krótkofalowców podczas cyfrowych emisji RTTY.